# ホルムズ島
ホルムズ島（ホルムズとう、英: Hormuz Island [hɔːrˈmuːz], 波: جزیره هرمز, Jazireh-ye Hormoz）は、ペルシア湾のホルムズ海峡にあるイランの島。現代ペルシア語の発音に近づけてホルモズ島と呼ばれることもある。面積は約42平方キロメートル。
ペルシア湾、インド洋の海上交易における要衝に位置しており、14世紀に60キロメートル離れた本土側の港町ホルムズ (現バンダレ・アッバース) から、当時Jarunと呼ばれたこの島に新ホルムズが建設された。1515年、ポルトガルに占領された。1622年、サファヴィー朝のアッバース1世の治世下において、イギリス東インド会社の援助を受けてホルムズ島は奪回された。現在はイランのホルモズガーン州に属する。現在の島では約3000人ほどが生活している。

## 地理
ホルムズ島は、バンダレ・アッバースの60キロメートル西、イラン本土の最も近い対岸から6キロメートル南に離れたペルシア湾上に位置する。面積42平方キロメートル (16 sq mi)。堆積岩と火山性の物質からなる地層で表土がおおわれている。島内で最も高い地点は海抜約186メートル。降水が少ないため、土壌と河川水には塩分が混じる。この気候でヒルギダマシというマングローブの品種の栽培が試みられたことがある。また、新鮮な水が得られないため、イラン本土から飲料水のパイプラインが引かれている。

## 歴史
この島は古代ギリシャ世界にはネアルコスが伝えたオルガナ(古希: Όργανα)という名で知られた。また、イスラーム時代にはジャルン（Jarun）と呼ばれていた。ホルムズという名は、本土側にある重要な港、現バンダレ・アッバースの旧称からつけられた。

ホルムズ島
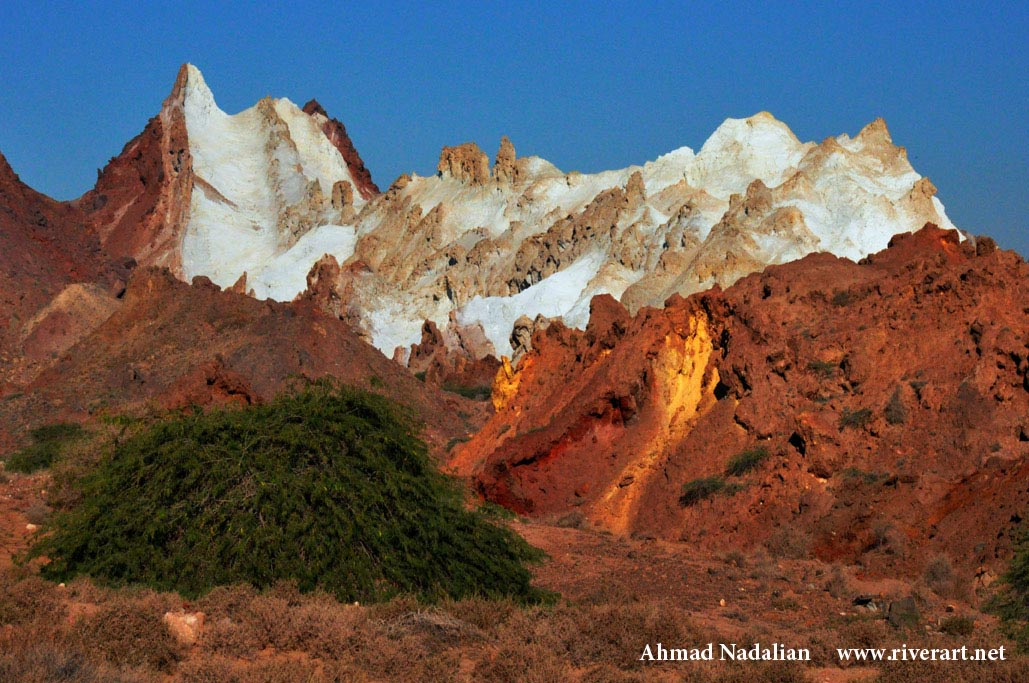
島の自然環境
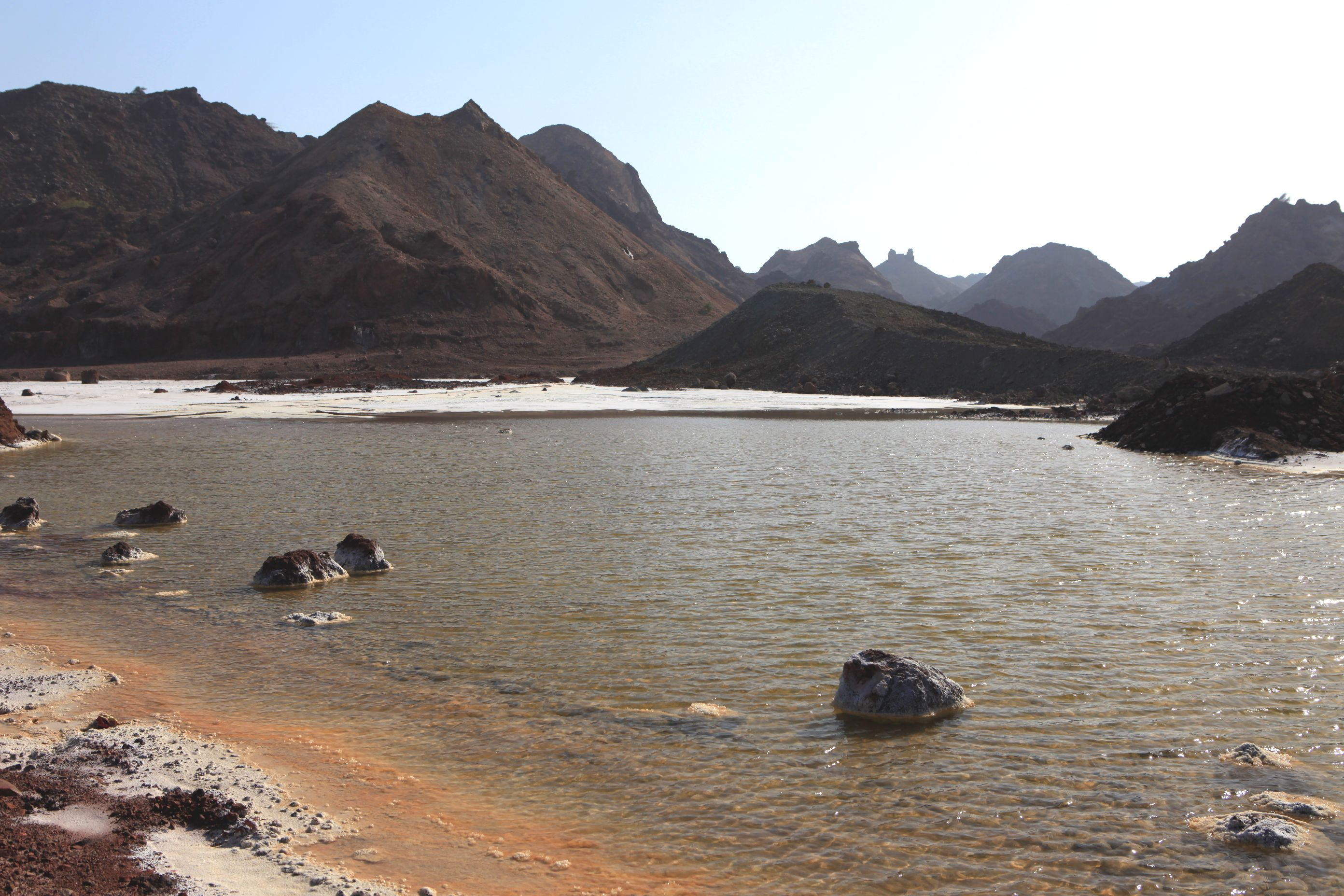
島内にある塩の池
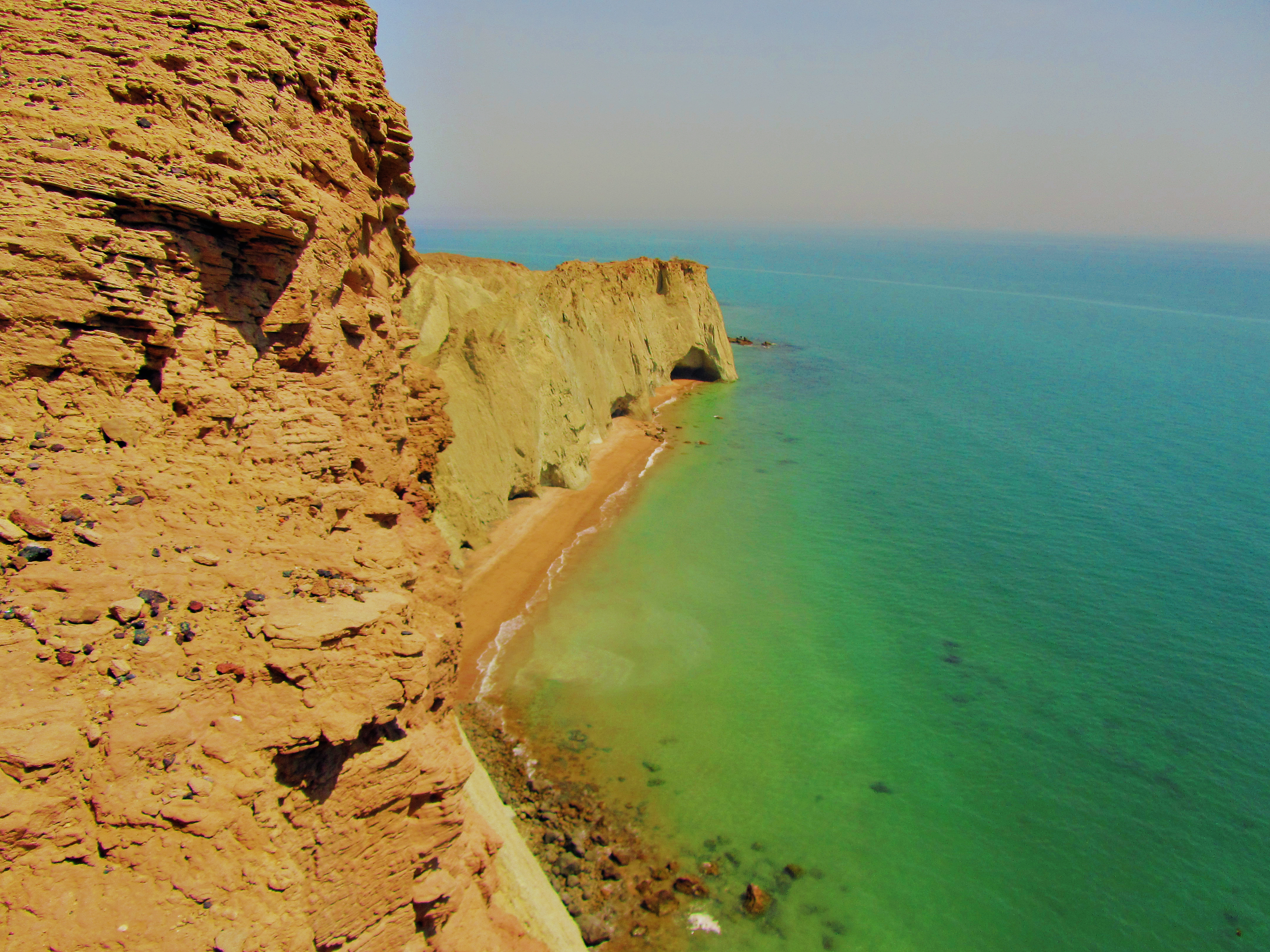
海岸線
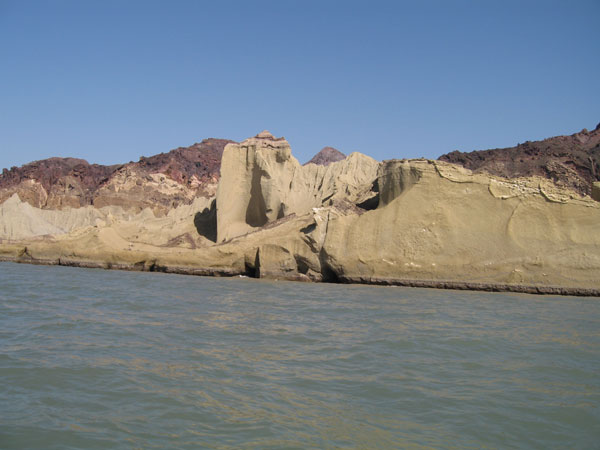
海岸線
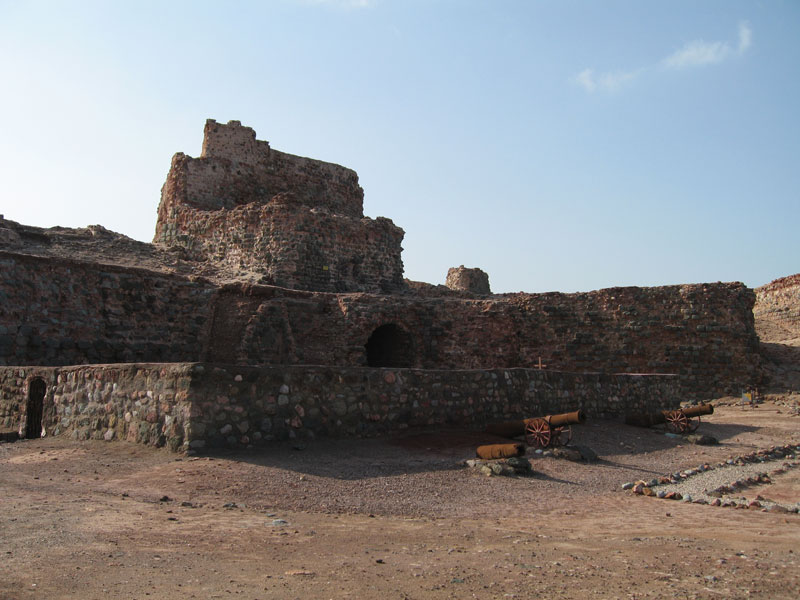
ポルトガルの城塞跡
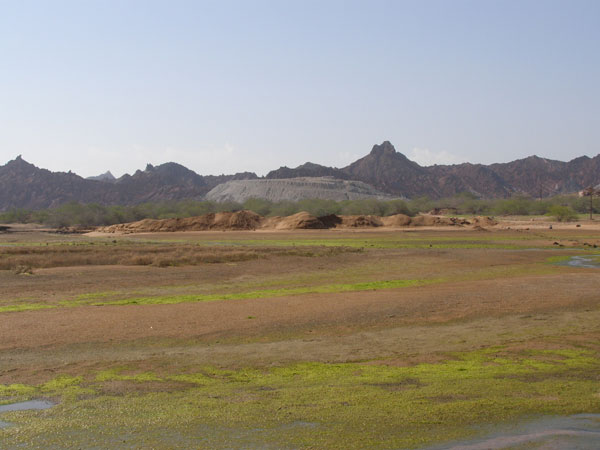
ホルムズ島のヒルギダマシのマングローブ